# Paul Vogt d'Hunolstein
Paul Louis Marie Vogt d'Hunolstein est un homme politique français né le 22 juin 1804 à Paris où il est décédé le 12 février 1892.
Fils de Félix Vogt d'Hunolstein et petit-fils de Philippe Antoine Vogt d'Hunolstein, il est conseiller général et député de la Moselle de 1836 à 1848, siégeant dans la majorité conservatrice soutenant la monarchie de Juillet et de 1849 à 1851, siégeant à droite.

## Sources
- « Paul Vogt d'Hunolstein », dans Adolphe Robert et Gaston Cougny, Dictionnaire des parlementaires français, Edgar Bourloton, 1889-1891 [détail de l’édition]